# Rättsregel
En rättsregel är en lag, regel eller rättslig norm som gäller i ett visst rättssystem. Den kan vara specifikt formulerad som en del av den skrivna rätten och kallas då  lagregel eller  statut men den kan också vara uttolkad av en domstol utifrån praxis, lagars förarbeten eller doktrin. Uttalanden i juridisk doktrin inom rättsvetenskapen kan också definieras som rättsregler.  
En rättsregel bygger traditionellt på dels rättsfakta men också en rättsföljd.
Man kan skilja på bland annat primära rättsregler (som gäller envar), samt processuella rättsregler som gäller inom rättegångsprocessen.